# 金一煥 (軍人)
金 一煥(キム・イルファン、김일환、1914年8月15日-2001年10月1日)は大韓民国の軍人、政治家。本貫は慶州金氏。創氏改名時の日本名は金原一雄。

## 経歴
1914年、江原道鉄原郡に生まれる。1933年、ハルビン高等商業学校卒業。1936年6月、中央陸軍訓練処入学。ハルビンの第4教導隊で基礎軍事訓練を経て訓練処軍需区隊で教育を受けた。1937年9月、中央陸軍訓練処第5期卒業。見習軍官を経て同年12月に少尉任官。騎兵第38団に配属。後に新京の陸軍軍需学校第1期卒業。1941年3月、軍需中尉。1942年7月、第4軍管区司令部に通訳として勤務。1943年3月、上尉。第7管区司令部の補給部隊である行李部隊に服務。第2次世界大戦終戦時は陸軍軍需上尉。ソ連海軍の捕虜として佳木斯に輸送される途中で脱出し、12月末に平壌に到着した。1946年3月、家族と共に越南してソウルに到着。
1946年4月25日付で軍事英語学校卒業(軍番10093番)。
1946年から1948年まで陸軍本部財務局長。
1948年、国防部第3局長。
1950年、任准将。
1951年6月、国防部次官、任少将。
1953年11月、陸軍本部管理部長。
1954年5月、任中将、予備役編入。9月、商工部長官。
1957年、在郷軍人会会長。
1958年、内務部長官。
1959年、交通部長官。
1960年5月、不正選挙事件により逮捕され、1961年12月、懲役2年6か月を宣告される。
出所後の1963年1月、梨樹産業社長。
1965年12月、国際観光公社総裁。
1970年4月、韓国電力公社社長。
1966年、在郷軍人会会長。
2008年4月29日に民族問題研究所と親日人名辞典編纂委員会が発表した親日人名辞典収録対象者軍部門に記載。